# Eleonora Giorgi
Eleonora Giorgi (Roma, 21 de outubro de 1953 – 3 de março de 2025) foi uma atriz italiana.

## Biografia
A sua estreia como atriz protagonista foi em 1973, no filme Storia di una monaca di clausura de Tonino Cervi, onde também entrou Catherine Spaak; o sucesso de público continuou no ano seguinte com Appassionata, ao lado de Ornella Muti. No mesmo ano posou nua para a Playboy.
A sua carreira deu um passo em frente em 1976, quando entrou em filmes como L'Agnese va a morire de Giuliano Montaldo e Cuore di cane de Alberto Lattuada. Em 1977 foi a vez de Una spirale di nebbia de Eriprando Visconti. Em 1979 casou-se com Angelone Rizzoli e actuou ao lado de Giuliano Gemma e Michele Placido no filme Un uomo in ginocchio de Damiano Damiani, um dos poucos papéis dramáticos da sua carreira.
De facto a sua carreira cinematográfica é quase toda feita em filmes de comédia, tendo actuado ao lado de intérpretes que fizeram fortuna na comédia italiana dos anos oitenta, entre eles Renato Pozzetto, Carlo Verdone, Johnny Dorelli e até  Adriano Celentano, ao lado do qual participou nos filmes Mani di velluto, de 1979 e Grand Hotel Excelsior, de 1982.
Entre muitos prémios recebidos por Eleonora Giorgi, destacam-se o David di Donatello e Nastro d'Argento  de 1982 para a melhor atriz, pelo filme Borotalco de Carlo Verdone. Trabalhou também na rádio e televisão.
Em 1984 pediu a separação do marido, recentemente saído da cadeia, depois de envolvido no escândalo P2. Em 2003 fez a sua estreia com directora com o filme Uomini & donne, amori & bugie protagonizado por Ornella Muti.
Em 2008 estreiou-se no teatro.
Giorgi morreu em 3 de março de 2025, aos 71 anos.

## Filmografia
- La tarantola dal ventre nero (1971) (sem créditos)
- Tutti per uno... botte per tutti (1973) (sem créditos)
- Storia di una monaca di clausura (1973)
- La sbandata (1974)
- Appassionata (1974)
- Il bacio (1974)
- Alla mia cara mamma nel giorno del suo compleanno (1974)
- Conviene far bene l'amore (1975)
- Liberi armati pericolosi (1976)
- L'ultima volta (1976)
- Cuore di cane (1976)
- L'Agnese va a morire, regia di Giuliano Montaldo (1976)
- Disposta a tutto (1977)
- Una spirale di nebbia, de Eriprando Visconti (1977)
- 6000 km di paura, de Bitto Albertini (1978)
- Un uomo in ginocchio (1978)
- Suggestionata (1978)
- Ça fait tilt (1978)
- Non sparate sui bambini (1978)
- Dimenticare Venezia (1979)
- Mani di velluto (1979)
- Inferno (1980)
- Mia moglie è una strega (1981)
- Nudo di donna (1981)
- Borotalco, de Carlo Verdone (1982)
- Oltre la porta, de Liliana Cavani (1982)
- Grand Hotel Excelsior (1982)
- Mani di fata (1983)
- Sapore di mare 2 - Un anno dopo (1983)
- Vediamoci chiaro (1984)
- Giovanni Senzapensieri (1986)
- Il volpone (1988)
- Compagni di scuola (1988)
- SoloMetro, de Marco Cucurnia (2007)